# Stanisław Hałko
Stanisław Hałko (ur. 24 grudnia 1884 w Miżanach, zm. 1943 w Auschwitz) – polski duchowny katolicki, doktor filozofii, nauczyciel historii i poseł na Sejm Ustawodawczy (1919–1922).

## Życiorys

### Dzieciństwo
Przyszły kapłan urodził się 24 grudnia 1884 roku w szlacheckiej rodzinie we wsi Miżany. Czasy jego dzieciństwa upływały w okresie nasilonych represji ze strony władz carskich po klęsce Powstania Styczniowego. Młody Stanisław Hałko rozpoczął swoją naukę w rosyjskiej szkole średniej w 1895 roku w Wilnie.

### Wykształcenie
W 1904 roku Stanisław Hałko otrzymał świadectwo maturalne i rozpoczął studia w Wyższym Seminarium Duchownym w Wilnie. Znalazł się w grupie alumnów dopuszczonych do nauki decyzją władz carskich. Gdy ks. Hałko kończył seminarium w 1908 roku, na święcenia musiał jechać do Kowna, gdyż bp Ropp został wygnany z diecezji wileńskiej. Otrzymał je czerwcu tegoż roku. Nie zamierzał jednak kończyć swojego etapu kształcenia. Po uzyskaniu zgody władz kościelnych udał się na wydział teologiczny w Innsbrucku, a następnie we Fryburgu. Tam studiował ze szczególnym zamiłowaniem historie oraz napisał pracę doktorską „Richeza Konigin von Polen. Gemachlin, Mieczyslaus II”. Uzyskał stopień doktora filozofii, a jego praca została wydana drukiem we Fryburgu w Szwajcarii w 1914 roku.

### Działalność przed I wojną światową
Po powrocie z zagranicy został skierowany do pełnienia funkcji wikariusza w kościele farnym w Białymstoku. Jednym z jego nowych zadań było prowadzenia duszpasterstwa katolickiego dla francuskiej i niemieckiej kolonii przebywających w wielokulturowym Białymstoku. Tuż po zajęciu przez Niemców Białegostoku polska inteligencja utworzyła Towarzystwo Pomocy Szkołom Polskim. W rocznice wybuchu powstania styczniowego założono Polskie Gimnazjum Realne z oddziałami męskimi i żeńskimi w gmachu przy ulicy Warszawskiej 63. Na dyrektora tej placówki wybrano ówcześnie jednego z najbardziej wykształconych osób w mieście – ks. Stanisława Hałko. Za zgodą władz niemieckich nawiązał kontakt z Radą Główną Opiekuńczą w Warszawie oraz rozpoczął zatrudnianie polskich nauczycieli i zakup potrzebnych książek. W szkole duży nacisk kładziono na wychowywanie młodzieży w duchu patriotyzmu oraz utworzono polskie biblioteki i harcerstwo. Za tę wyjątkowo aktywną działalność ks. Hałko został aresztowany i uwolniony dopiero po porażce Niemców w 1918 roku. Do tego czasu przebywał w więzieniach w Białymstoku, Bytowie i Hanowerze. Funkcje dyrektor szkoły przejął współpracownik księdza – Józef Zmitrowicz.

### Poseł na Sejm Ustawodawczy (1919–1922)
Po wyborach w 1919 roku ksiądz Stanisław Hałko zaczął pełnić funkcje posła w okręgu nr 33 do Sejmu Ustawodawczego Odrodzonej Polski. Pracował w komisji oświaty oraz komisji spraw zagranicznych. Ksiądz Hałko, jako poseł, za swój cel postawił upaństwowienie szkół średnich na Kresach Wschodnich. Udało mu się to m.in. w Polskim Gimnazjum Realnym w Białymstoku, które zmieniło nazwę na Państwowe Gimnazjum im. Króla Zygmunta Augusta. Dyrektorem Gimnazjum Męskiego, przeniesionego do budynku przy ul. Kościelnej 9 został ks. Hałko. Gimnazjum Żeńskie natomiast zostało na ul. Mickiewicza 1. Podobnie jak gimnazjum męskie, dzięki staraniom ks S. Hałko zostało upaństwowione. Również dzięki jego inicjatywie utworzono w 1924 r. filię gimnazjum przy ul. Warszawskiej 63 i z niej w 1928 roku powstało samodzielne Gimnazjum im. J. Piłsudskiego. Kolejnym celem ks. Stanisława Hałki jako posła było uregulowanie spraw administracyjnych. W lipcu 1919 roku przedłożył rezolucje w sejmie w sprawie ujednolicenia administracji w powiatach: białostockim, bielskim i sokólskim z administracją byłej Kongresówki. Jego celem było przyłączenie tych ziem do II RP. Rezolucje przyjęto po długich dyskusjach. W kolejnym miesiącu natomiast jako syn Ziemi Wileńskiej i Omszańskiej mocno akcentował przyłączenie ich do Polski.

### Działalność jako dyrektor Państwowego Gimnazjum im. Króla Zygmunta Augusta
Po zakończeniu pracy poselskiej w 1922 r. ks. Hałko całkowicie oddał się swej szkole. Wyremontował gmach i część pomieszczeń dobudował. Starał się o należytą kadrę nauczycielską. Jako nauczyciel historii starał się być blisko uczniów i pomagać im w trudnych sytuacjach (np. zwalniając z opłat za szkołę osób, przyznając stypendia). Zaczął również redagować dwumiesięcznik „Głos uczniowski”. Na terenie szkoły działały organizacje harcerskie. W 25-lecie święceń kapłańskich za trud włożony w reformowanie polskiej oświaty i administracji na poziomie lokalnym i krajowym przyznano mu Krzyż Zasługi.

### Działalność w czasie II wojny światowej
Początkowo ksiądz pełnił nawet tymczasową funkcje burmistrza miasta Białegostoku. Po wkroczeniu Sowietów Gimnazjum zostało zlikwidowane, a były poseł zaczął być prześladowany przez NKWD. Ukrył się on w mieszkaniu przy ul. Słonecznej, a następnie ostrzeżony przed aresztowaniem udał się potajemnie do Warszawy. Tam ukrywał się u znajomych przy ul. Mokotowskiej 14. Groźby aresztowania nie ostudziły jego zapału do działalności. Włączył się w tajne nauczanie w Gimnazjum i Liceum im Stanisława Staszica w Warszawie oraz publikował artykuły dla prasy podziemnej pod pseudonimem Stefan Halicki. W sierpniu 1941 roku przyjechał nawet do Białegostoku w celu nawiązania kontaktu z nauczycielami tajnego nauczania. Po tygodniu wrócił do Warszawy.

### Śmierć
Po trzech latach działalności w podziemiu 21 marca 1942 roku został aresztowany i uwięziony na Pawiaku. Następnie przebywał w obozie koncentracyjnym Stutthofie i Oświęcimiu, gdzie zginął w 1943 roku.

## Ordery i odznaczenia
- Złoty Krzyż Zasługi (10 listopada 1933)[1]

## Upamiętnienie
W mieście Białystok znajduje się tablica oraz bulwary nazwane jego imieniem.